# Российская национальная музыкальная премия
Росси́йская национа́льная музыка́льная пре́мия «Виктория» (аббр. РНМП; англ. «Russian Music Awards» (RMA)) — ежегодная музыкальная премия России, учреждённая Фондом поддержки отечественной музыки в 2015 году. Вручается за высшие музыкальные достижения по итогам уходящего года.
Основатели Фонда и авторы идеи: поэт, предприниматель Михаил Гуцериев; композитор, продюсер Игорь Крутой; медиа-менеджер, писатель Юрий Костин. Президент Фонда поддержки отечественной музыки и Российской национальной музыкальной премии — Юрий Костин.
Одновременно с премией Фонд поддержки отечественной музыки создал также Академию российской музыки, куда избирались ведущие представители музыкальной индустрии: популярные артисты России, топ-менеджеры крупнейших медиахолдингов и лейблов, известные продюсеры. Список академиков включает более 300 имён.
Выдвижение номинантов на премию осуществляется представителями участников — звукозаписывающими компаниями (лейблами), продюсерами и продюсерскими центрами. Голосование осуществляется членами жюри, которое формируется из числа академиков Академии российской музыки. Победители в каждой из номинаций получают золотую статуэтку (авторская работа Алексея Сеченова и Антуана Симани) — фигурка девушки, олицетворяющая наслаждение музыкальным искусством.

## Регламент Российской национальной музыкальной премии
По состоянию на 2015 год.
Российская национальная музыкальная премия проводится в несколько этапов:
- выдвижение номинантов и проверка заявок;
- электронное голосование членов жюри;
- подсчёт голосов автоматизированной системой с наблюдением за процедурой голосования аудитором премии;
- формирование пятёрок финалистов и фиксация победителей аудитором премии;
- торжественное вручение премии победителям.

Каждый представитель (звукозаписывающиая компания, продюсер, продюсерский центр) имеет право выдвигать по одному номинанту в каждой категории. Приём заявок осуществляется через сайт премии, корректность заполнения анкет контролирует Совет по отбору присланных работ. Совет по отбору присланных работ также проверяет номинантов на соответствие требованиям конкурса.
После выдвижения номинантов члены жюри голосуют за претендентов на сайте премии, выбирая только одного в каждой категории. Результаты голосования предоставляются международной аудиторской компании для подсчёта голосов, который осуществляется автоматически. До 2021 года включительно РНМП «Виктория» сотрудничала с одной из крупнейших в мире аудиторско-консалтинговой компанией «Ernst & Young».
После подсчёта информация о победителях и финалистах засекречивается аудитором вплоть до ее обнародования на церемонии награждения. До этого дня запечатанные конверты хранятся у аудитора. Во время проведения церемонии президент поддержки отечественной музыки передаёт конверты «вручантам» церемонии непосредственно на сцене для публичного оглашения победителей.

## 2015 год
10 декабря 2015 года в концертом зале «Крокус Сити Холл» состоялась торжественная церемония вручения первой российской национальной музыкальной премии.
Ведущие церемонии — Александр Ревва и Вера Брежнева.
Телеверсия церемонии была показана в эфире телеканала «Россия-1» 11 декабря 2015 года.
Список номинантов и лауреатов
 Победители указаны первыми и выделены отдельным цветом 
| Номинации                                                                        | Победители и финалисты                                        |
| -------------------------------------------------------------------------------- | ------------------------------------------------------------- |
| Лучшая песня                                                                     | «Она вернётся» — MBAND                                        |
| Лучшая песня                                                                     | «Мама» — Burito                                               |
| Лучшая песня                                                                     | «Имя 505» — «Время и Стекло»                                  |
| Лучшая песня                                                                     | «Ты моя нежность» — Наргиз                                    |
| Лучшая песня                                                                     | «Маршрутка» — IOWA                                            |
| Лучшая поп-группа                                                                | Serebro                                                       |
| Лучшая поп-группа                                                                | A’Studio                                                      |
| Лучшая поп-группа                                                                | IOWA                                                          |
| Лучшая поп-группа                                                                | «Винтаж»                                                      |
| Лучшая поп-группа                                                                | MBAND                                                         |
| Лучший фолк-исполнитель                                                          | Пелагея                                                       |
| Лучший фолк-исполнитель                                                          | Варвара                                                       |
| Лучший фолк-исполнитель                                                          | Марина Девятова                                               |
| Лучший фолк-исполнитель                                                          | Тина Кузнецова                                                |
| Лучший фолк-исполнитель                                                          | «Мельница»                                                    |
| Лучший рок-исполнитель                                                           | Сергей Шнуров и группа «Ленинград»                            |
| Лучший рок-исполнитель                                                           | «Би-2»                                                        |
| Лучший рок-исполнитель                                                           | Наргиз                                                        |
| Лучший рок-исполнитель                                                           | Земфира                                                       |
| Лучший рок-исполнитель                                                           | «Мумий Тролль»                                                |
| Лучший электронный проект                                                        | Alien24 (Дима Билан и Андрей Чёрный)                          |
| Лучший электронный проект                                                        | DJ Леонид Руденко                                             |
| Лучший электронный проект                                                        | DJ Smash                                                      |
| Лучший электронный проект                                                        | Therr Maitz                                                   |
| Лучший электронный проект                                                        | Quest Pistols Show                                            |
| Лучший хип-хоп проект                                                            | Баста                                                         |
| Лучший хип-хоп проект                                                            | Джиган                                                        |
| Лучший хип-хоп проект                                                            | «Каста»                                                       |
| Лучший хип-хоп проект                                                            | L’One                                                         |
| Лучший хип-хоп проект                                                            | Тимати                                                        |
| Открытие года                                                                    | MBAND                                                         |
| Открытие года                                                                    | «Время и Стекло»                                              |
| Открытие года                                                                    | Юлианна Караулова                                             |
| Открытие года                                                                    | Егор Крид                                                     |
| Открытие года                                                                    | «Моя Мишель»                                                  |
| Лучший саундтрек                                                                 | «Кукушка» (OST «Битва за Севастополь») — Полина Гагарина      |
| Лучший саундтрек                                                                 | «Там, где нас нет» (OST «Родина») — Баста                     |
| Лучший саундтрек                                                                 | «Моревнутри» (OST «Без границ») — Ёлка                        |
| Лучший саундтрек                                                                 | «Верю я» (OST «Савва. Сердце воина») — Дарина Иванова         |
| Лучший саундтрек                                                                 | «Breach the Line» (OST «Савва. Сердце воина») — Максим Фадеев |
| Лучшая исполнительница оперной музыки                                            | Аида Гарифуллина                                              |
| Лучшая исполнительница оперной музыки                                            | Хибла Герзмава                                                |
| Лучшая исполнительница оперной музыки                                            | Мария Гулегина                                                |
| Лучшая исполнительница оперной музыки                                            | Любовь Казарновская                                           |
| Лучший исполнитель оперной музыки                                                | Дмитрий Хворостовский                                         |
| Лучший исполнитель оперной музыки                                                | Ильдар Абдразаков                                             |
| Лучший исполнитель оперной музыки                                                | Василий Герелло                                               |
| Лучший исполнитель оперной музыки                                                | Евгений Кунгуров                                              |
| Лучший исполнитель оперной музыки                                                | Василий Ладюк                                                 |
| Лучшее концертное шоу                                                            | «33» — Дима Билан                                             |
| Лучшее концертное шоу                                                            | «The Best» — Сергей Лазарев                                   |
| Лучшее концертное шоу                                                            | «Каролина» — Ани Лорак                                        |
| Лучшее концертное шоу                                                            | «Полста» — Валерий Меладзе и Константин Меладзе               |
| Лучшее концертное шоу                                                            | «Новая волна 2015»                                            |
| Лучшее музыкальное телевизионное шоу                                             | «Голос» — «Первый канал»                                      |
| Лучшее музыкальное телевизионное шоу                                             | «Главная сцена» — «Россия-1»                                  |
| Лучшее музыкальное телевизионное шоу                                             | «Точь-в-точь» — «Первый канал»                                |
| Лучшее музыкальное телевизионное шоу                                             | «Достояние республики» — «Первый канал»                       |
| Лучшее музыкальное телевизионное шоу                                             | «Танцы» — ТНТ                                                 |
| Лучший музыкальный продюсер                                                      | Константин Меладзе                                            |
| Лучший музыкальный продюсер                                                      | Максим Фадеев                                                 |
| Лучший музыкальный продюсер                                                      | Игорь Матвиенко                                               |
| Лучший музыкальный продюсер                                                      | Виктор Дробыш                                                 |
| Лучший музыкальный продюсер                                                      | Игорь Крутой                                                  |
| Лучшая исполнительница популярной музыки                                         | Полина Гагарина                                               |
| Лучшая исполнительница популярной музыки                                         | Валерия                                                       |
| Лучшая исполнительница популярной музыки                                         | Ёлка                                                          |
| Лучшая исполнительница популярной музыки                                         | Ани Лорак                                                     |
| Лучшая исполнительница популярной музыки                                         | Нюша                                                          |
| Лучший исполнитель популярной музыки                                             | Сергей Лазарев                                                |
| Лучший исполнитель популярной музыки                                             | Дима Билан                                                    |
| Лучший исполнитель популярной музыки                                             | Филипп Киркоров                                               |
| Лучший исполнитель популярной музыки                                             | Григорий Лепс                                                 |
| Лучший исполнитель популярной музыки                                             | Валерий Меладзе                                               |
| Специальный приз «За уникальный вклад в становление российской эстрадной музыки» | Валерий Леонтьев                                              |
| Специальный приз «За исключительное исполнительское мастерство»                  | Денис Мацуев                                                  |

## 2016 год
7 декабря 2016 года в Государственном Кремлёвском дворце состоялась торжественная церемония вручения Российской национальной музыкальной премии
Телеверсия церемонии была показана в эфире телеканала «Россия-1» 9 декабря 2016 года.
Ведущие церемонии — Игорь Верник и Ольга Шелест.
Хедлайнер премии — Кристина Агилера.
Во время торжественной церемонии прозвучало видеообращение Народной артистки СССР Аллы Пугачевой, которая поздравила всех участников и организаторов премии.
Список номинантов и лауреатов
 Победители указаны первыми и выделены отдельным цветом 
| Номинации                                  | Победители и финалисты |
| ------------------------------------------ | --- |
| Лучшая поп-группа                          | A’Studio — «Только с тобой» |
| Лучшая поп-группа                          | IOWA — «140» |
| Лучшая поп-группа                          | IOWA — «Бьёт бит» |
| Лучшая поп-группа                          | «Время и Стекло» — «Навернопотомучто»                                                                                                |
| Лучшая поп-группа                          | «Градусы» — «Градус 100» |
| Лучшая песня к кинофильму или сериалу      | «О любви» (OST «Экипаж») — Филипп Киркоров                                                                                           |
| Лучшая песня к кинофильму или сериалу      | «Такси» (OST «Жених») — Elvira T |
| Лучшая песня к кинофильму или сериалу      | «Я смотрю на небо» (OST «Ке-ды») — Баста                                                                                             |
| Лучшая песня к кинофильму или сериалу      | «Колыбельная тишины» (OST «Он — дракон») — Женя Любич                                                                                |
| Лучшая песня к кинофильму или сериалу      | «А зори здесь тихие-тихие» (OST «А зори здесь тихие») — Николай Расторгуев и группа «Любэ», Алексей Филатов и офицеры группы «Альфа» |
| Лучший рок-исполнитель/рок-группа          | Группа «Ленинград» — «Экспонат» |
| Лучший рок-исполнитель/рок-группа          | «Би-2» — «Компромисс» |
| Лучший рок-исполнитель/рок-группа          | Группа «Ленинград» — «В Питере — пить»                                                                                               |
| Лучший рок-исполнитель/рок-группа          | Группа «Машина времени» — «Однажды»                                                                                                  |
| Лучший рок-исполнитель/рок-группа          | Ольга Кормухина и Алексей Белов — «Говори, не молчи»                                                                                 |
| Лучший хип-хоп проект                      | Баста — «Выпускной» |
| Лучший хип-хоп проект                      | Oxxxymiron — «Город под подошвой» |
| Лучший хип-хоп проект                      | Мот — «Капкан» |
| Лучший хип-хоп проект                      | Олег Ломовой и Юлия Пересильд — «Каяться-маяться»                                                                                    |
| Лучший хип-хоп проект                      | Тимати — «Баклажан» |
| Городской романс                           | «Хорошего вам настроения» — Семён Слепаков                                                                                           |
| Городской романс                           | «Моя королева» — Александр Розенбаум                                                                                                 |
| Городской романс                           | «Леди Ди» — Елена Ваенга |
| Городской романс                           | «Черёмуховые холода» — Олег Митяев                                                                                                   |
| Городской романс                           | «Молитва всех отцов (Берегите, пацаны)» — Сосо Павлиашвили                                                                           |
| Лучший танцевальный проект                 | «Кружит» — MONATIK |
| Лучший танцевальный проект                 | «Мегахит» — Burito |
| Лучший танцевальный проект                 | «Навернопотомучто» — «Время и Стекло»                                                                                                |
| Лучший танцевальный проект                 | «Будильник» — Егор Крид |
| Лучший танцевальный проект                 | «Навсегда» — Ёлка |
| Инструменталист года в классической музыке | Денис Мацуев — «Ночь кино в Москве»                                                                                                  |
| Инструменталист года в классической музыке | Viki Lee — «Frederic Chopin — „Fantasie Impromtu“, op. 66 in C sharp minor»                                                          |
| Инструменталист года в классической музыке | Виктор Третьяков — «Вальс для двух скрипок»                                                                                          |
| Инструменталист года в классической музыке | Юрий Башмет — «Одиночество» |
| Инструменталист года в классической музыке | Юрий Башмет — «Pioggia D’Aprile» |
| Открытие года в классической музыке        | Ростислав Мудрицкий — «Николай Римский-Корсаков — „Полёт шмеля“»                                                                     |
| Композитор года                            | Константин Меладзе — «Мой брат» (из репертуара Валерия Меладзе и Константина Меладзе)                                                |
| Композитор года                            | Бьянка — «Ты не такой» (из репертуара Юлианны Карауловой)                                                                            |
| Композитор года                            | Виктор Дробыш — «Help You Fly» (из репертуара IVAN’а)                                                                                |
| Композитор года                            | Игорь Матвиенко — «Танцуй пока танцуется» (из репертуара группы «Иванушки International»)                                            |
| Композитор года                            | Константин Меладзе — «Прощаться нужно легко» (из репертуара Валерия Меладзе)                                                         |
| Лучшее концертное шоу                      | Концертное шоу «Я» — Филипп Киркоров                                                                                                 |
| Лучшее концертное шоу                      | Большой концерт в Кремле с симфоническим оркестром — Баста                                                                           |
| Лучшее концертное шоу                      | Концертное шоу «Игра» — Николай Басков                                                                                               |
| Лучшее концертное шоу                      | Международный конкурс молодых исполнителей популярной музыки «Новая волна 2016»                                                      |
| Лучшее концертное шоу                      | Юбилейный концерт «Полста» — Валерий Меладзе и Константин Меладзе                                                                    |
| Поэт года                                  | Леонид Агутин — «Отец рядом с тобой»                                                                                                 |
| Поэт года                                  | Ева Польна — «Мало» |
| Поэт года                                  | Лилия Виноградова — «Одна любовь» |
| Поэт года                                  | Михаил Гуцериев — «Неделимые» (из репертуара Димы Билана)                                                                            |
| Поэт года                                  | Михаил Гуцериев — «Розовая нежность» (из репертуара Наталии Власовой)                                                                |
| Вокалист года в классической музыке        | Анна Нетребко — «Credo» |
| Вокалист года в классической музыке        | Василий Ладюк — «Песни нашей Родины. О войне, о мире, о любви»                                                                       |
| Вокалист года в классической музыке        | Дмитрий Хворостовский — «Bolero» |
| Вокалист года в классической музыке        | Игорь Морозов — «„Куда, куда…“. Ария Ленского из оперы „Евгений Онегин“»                                                             |
| Вокалист года в классической музыке        | Хибла Герзмава — «Винченцо Беллини. Каватина и Кабалетта Нормы из оперы „Норма“»                                                     |
| Песня года                                 | «В Питере — пить» — группа «Ленинград»                                                                                               |
| Песня года                                 | «Бьёт бит» — IOWA |
| Песня года                                 | «К чёрту любовь» — LOBODA |
| Песня года                                 | «Выпускной (Медлячок)» — Баста |
| Песня года                                 | «Грею счастье» — Ёлка |
| Песня года                                 | «Отец рядом с тобой» — Леонид Агутин                                                                                                 |
| Песня года                                 | «You Are the Only One» — Сергей Лазарев                                                                                              |
| Лучшее музыкальное видео                   | «Экспонат» — группа «Ленинград» |
| Лучшее музыкальное видео                   | «Пьяное солнце» — Alekseev |
| Лучшее музыкальное видео                   | «Сумасшедшая» — Алексей Воробьёв |
| Лучшее музыкальное видео                   | «Мой брат» — Валерий Меладзе и Константин Меладзе                                                                                    |
| Лучшее музыкальное видео                   | «Индиго» — Филипп Киркоров |
| Лучшая поп-исполнительница                 | Ёлка — «Грею счастье» |
| Лучшая поп-исполнительница                 | LOBODA — «К чёрту любовь» |
| Лучшая поп-исполнительница                 | Валерия — «Океаны» |
| Лучшая поп-исполнительница                 | Нюша — «Целуй» |
| Лучшая поп-исполнительница                 | Полина Гагарина — «Танцуй со мной»                                                                                                   |
| Лучшая поп-исполнительница                 | Юлианна Караулова — «Внеорбитные» |
| Лучший поп-исполнитель                     | Дима Билан — «Неделимые» |
| Лучший поп-исполнитель                     | Alekseev — «Пьяное солнце» |
| Лучший поп-исполнитель                     | Валерий Меладзе — «Мой брат» |
| Лучший поп-исполнитель                     | Григорий Лепс — «Я поднимаю руки» |
| Лучший поп-исполнитель                     | Сергей Лазарев — «You Are the Only One»                                                                                              |

## 2017 год
13 декабря 2017 года в Государственном Кремлёвском дворце состоялась торжественная церемония вручения Российской национальной музыкальной премии по итогам 2017 года.
Ведущие церемонии — Андрей Малахов.
Телеверсия церемонии была показана в вечернем эфире телеканала «Россия-1» 15 декабря 2017 года.
Список номинантов и лауреатов
 Победители указаны первыми и выделены отдельным цветом 
| Номинации                                                                          | Победители и финалисты                                                                             |
| ---------------------------------------------------------------------------------- | -------------------------------------------------------------------------------------------------- |
| «Лучший поп-исполнитель»                                                           | «Alekseev» (Никита Алексеев) — «Чувствую душой»                                                    |
| «Лучший поп-исполнитель»                                                           | Дима Билан — «Держи»                                                                               |
| «Лучший поп-исполнитель»                                                           | Леонид Агутин — «Самба»                                                                            |
| «Лучший поп-исполнитель»                                                           | Сергей Лазарев — «Так красиво»                                                                     |
| «Лучший поп-исполнитель»                                                           | Филипп Киркоров — «Любовь или обман»                                                               |
| «Лучшая поп-исполнительница»                                                       | «Loboda» (Светлана Лобода) — «Случайная»                                                           |
| «Лучшая поп-исполнительница»                                                       | Варвара Визбор — «Во всём виновата погода»                                                         |
| «Лучшая поп-исполнительница»                                                       | Елена Темникова — «Вдох»                                                                           |
| «Лучшая поп-исполнительница»                                                       | «Ёлка» — «Впусти музыку»                                                                           |
| «Лучшая поп-исполнительница»                                                       | Лолита — «Раневская»                                                                               |
| «Лучшая поп-группа»                                                                | «Iowa» («Айова») — «Мои стихи, твоя гитара»                                                        |
| «Лучшая поп-группа»                                                                | «Burito» — «По волнам»                                                                             |
| «Лучшая поп-группа»                                                                | «Serebro» — «Между нами любовь»                                                                    |
| «Лучшая поп-группа»                                                                | «Пицца» — «Романс»                                                                                 |
| «Лучшая поп-группа»                                                                | «Руки вверх!» — «Когда мы были молодыми»                                                           |
| «Лучшая рок-группа или рок-исполнитель»                                            | «Би-2» — «Лайки»                                                                                   |
| «Лучшая рок-группа или рок-исполнитель»                                            | «Ленинград» — «Экстаз»                                                                             |
| «Лучшая рок-группа или рок-исполнитель»                                            | Наргиз — «Я буду всегда с тобой»                                                                   |
| «Лучшая рок-группа или рок-исполнитель»                                            | «Ночные снайперы» — «Разбуди меня»                                                                 |
| «Лучшая рок-группа или рок-исполнитель»                                            | «Сплин» — «Храм»                                                                                   |
| «Инструменталист года в классической музыке»                                       | Денис Мацуев — «Libertango»                                                                        |
| «Инструменталист года в классической музыке»                                       | Вадим Репин — «Эстреллита» («Estrellita») Мануэля Понсе                                            |
| «Инструменталист года в классической музыке»                                       | Игорь Крутой и Борислав Струлёв — гимн XIX Всемирного фестиваля молодёжи и студентов               |
| «Инструменталист года в классической музыке»                                       | Николай Луганский — «Вариации на тему Паганини» Сергея Рахманинова                                 |
| «Инструменталист года в классической музыке»                                       | Павел Артемьев-Дручинин — «Баллада 4 фа-минор, соч. 52» (Op. 52 f-moll (1842)) Фредерика Шопена    |
| «Вокалист года в классической музыке»                                              | Анна Нетребко — «Starlite Festival» («Звёздный фестиваль») in Marbella (в Марбелье) 2017           |
| «Вокалист года в классической музыке»                                              | Алексей Татаринцев — ария герцога Мантуанского из оперы «Риголетто» Джузеппе Верди                 |
| «Вокалист года в классической музыке»                                              | Вероника Джиоева — «Улетай на крыльях ветра» (хор невольниц) из оперы «Князь Игорь» А. П. Бородина |
| «Вокалист года в классической музыке»                                              | Хачатур Бадалян — ария Рудольфа из оперы «Богема» Джакомо Пуччини                                  |
| «Вокалист года в классической музыке»                                              | Хибла Герзмава — концерт «Два портрета» в Государственном Кремлёвском дворце (ГКД)                 |
| «Поэт года»                                                                        | Михаил Гуцериев — «Сердце — дом для любви»                                                         |
| «Поэт года»                                                                        | Константин Меладзе — «Балерина»                                                                    |
| «Поэт года»                                                                        | Александр Алексеевич Шаганов — «Жить»                                                              |
| «Поэт года»                                                                        | Александр Вулых — «Ты — моё море»                                                                  |
| «Поэт года»                                                                        | Алексей Романоф — «Раневская»                                                                      |
| «Лучшая песня (мелодия) к кинофильму или сериалу»                                  | «А я тебя нет» — «Ёлка»                                                                            |
| «Лучшая песня (мелодия) к кинофильму или сериалу»                                  | «Сумасшедший русский» — Елена Темникова feat. «ST»                                                 |
| «Лучшая песня (мелодия) к кинофильму или сериалу»                                  | «Линия жизни» — Игорь Николаев                                                                     |
| «Лучшая песня (мелодия) к кинофильму или сериалу»                                  | «Ленинградский вальс» — композитор и дирижёр Антон Лучбенко                                        |
| «Лучшая песня (мелодия) к кинофильму или сериалу»                                  | «Вспоминай обо мне, когда пойдёт дождь» — Света «Ая»                                               |
| «Лучший хип-хоп исполнитель»                                                       | «Баста» — «Сансара»                                                                                |
| «Лучший хип-хоп исполнитель»                                                       | Jah Khalib — «Если чё, я Баха»                                                                     |
| «Лучший хип-хоп исполнитель»                                                       | MiyaGi & Эндшпиль (feat. «Рем Дигга») — «I Got Love»                                               |
| «Лучший хип-хоп исполнитель»                                                       | «Грибы» — «Тает лёд»                                                                               |
| «Лучший хип-хоп исполнитель»                                                       | Мот (feat. Ани Лорак) — «Сопрано»                                                                  |
| «Городской романс»                                                                 | «Я скучаю по нам по прежним» — Григорий Лепс                                                       |
| «Городской романс»                                                                 | «Ещё люблю» — Любовь Успенская                                                                     |
| «Городской романс»                                                                 | «Нас обрекла любовь на счастье» — Стас Михайлов                                                    |
| «Городской романс»                                                                 | «Ориентир любви» — Тамара Гвердцители                                                              |
| «Городской романс»                                                                 | «О нём» — «Юта»                                                                                    |
| «Танцевальный хит года»                                                            | «Вите надо выйти» — «Estradarada»                                                                  |
| «Танцевальный хит года»                                                            | «Улети» — T-Fest                                                                                   |
| «Танцевальный хит года»                                                            | «Розовое вино» — «Элджей & Feduk»                                                                  |
| «Танцевальный хит года»                                                            | «Потому что» — «Время и стекло»                                                                    |
| «Танцевальный хит года»                                                            | «Химера» — Филипп Киркоров                                                                         |
| «Лучшее музыкальное видео» (в номинации три победителя)                            | «Так красиво» — Сергей Лазарев                                                                     |
| «Лучшее музыкальное видео» (в номинации три победителя)                            | «Химера» — Филипп Киркоров                                                                         |
| «Лучшее музыкальное видео» (в номинации три победителя)                            | «Как Челентано» — Артур Пирожков                                                                   |
| «Лучшее музыкальное видео» (в номинации три победителя)                            | «Самба» — Леонид Агутин                                                                            |
| «Лучшее музыкальное видео» (в номинации три победителя)                            | «Драмы больше нет» — Полина Гагарина                                                               |
| «Композитор года»                                                                  | Игорь Матвиенко — «Жить»                                                                           |
| «Композитор года»                                                                  | Виктория Кохана — «Сердце — дом для любви»                                                         |
| «Композитор года»                                                                  | Диана Арбенина — «Разбуди меня»                                                                    |
| «Композитор года»                                                                  | Игорь Крутой — «Мама»                                                                              |
| «Композитор года»                                                                  | Константин Меладзе — «Свобода или сладкий плен»                                                    |
| «Концерт года»                                                                     | «Баста. Концерт в 360°» в СК «Олимпийский» (22 апреля 2017 года) — «Баста»                         |
| «Концерт года»                                                                     | «Big Love Show — 2017»                                                                             |
| «Концерт года»                                                                     | Конкурс «Новая волна — 2017»                                                                       |
| «Концерт года»                                                                     | Фестиваль «Авторадио» «Дискотека 80-х» (2016)                                                      |
| «Концерт года»                                                                     | Фестиваль «Жара», город Баку                                                                       |
| «Песня года»                                                                       | «Тает лёд» — группа «Грибы»                                                                        |
| «Песня года»                                                                       | «Храм» — «Сплин»                                                                                   |
| «Песня года»                                                                       | «Сансара» — «Баста»                                                                                |
| «Песня года»                                                                       | «Держи» — Дима Билан                                                                               |
| «Песня года»                                                                       | «Самба» — Леонид Агутин                                                                            |
| «Песня года»                                                                       | «Сердце — дом для любви» — Таисия Повалий                                                          |
| «Песня года»                                                                       | «Вите надо выйти» — «Estradarada»                                                                  |
| Специальная номинация «Приз за вклад в развитие популярной музыкальной индустрии»  | Филипп Киркоров                                                                                    |
| Специальная номинация «Приз за неоценимый вклад в российскую музыкальную культуру» | Эдуард Артемьев                                                                                    |
| Специальная номинация «Легенда отечественной эстрады»                              | Лев Лещенко                                                                                        |

## 2018 год
Четвёртая церемония вручения премии состоялась 7 декабря 2018 в Государственном Кремлёвском дворце. Телеверсия была показана в этот же день на телеканале «Россия-1».
Ведущие церемонии — Андрей Малахов.
С 2018 года премия стала называться «Российская национальная музыкальная премия „Виктория“.
Список номинантов и лауреатов
 Победители указаны первыми и выделены отдельным цветом 
| Номинации                                                         | Победители и финалисты                                                                    |
| ----------------------------------------------------------------- | ----------------------------------------------------------------------------------------- |
| „Лучший поп-исполнитель“                                          | Филипп Киркоров — „Цвет настроения синий“                                                 |
| „Лучший поп-исполнитель“                                          | Александр Панайотов — „Ночь на облаках“                                                   |
| „Лучший поп-исполнитель“                                          | Владимир Пресняков — „Бабочка и мотылёк“                                                  |
| „Лучший поп-исполнитель“                                          | Денис Клявер — „Когда ты станешь большим“                                                 |
| „Лучший поп-исполнитель“                                          | Сергей Лазарев — „Шёпотом“                                                                |
| „Лучшая поп-исполнительница“                                      | Loboda (Светлана Лобода) — „Парень“                                                       |
| „Лучшая поп-исполнительница“                                      | Алёна Свиридова — „Травушка“                                                              |
| „Лучшая поп-исполнительница“                                      | Елена Темникова — „Не модные“                                                             |
| „Лучшая поп-исполнительница“                                      | Ёлка — „Домой“                                                                            |
| „Лучшая поп-исполнительница“                                      | Кристина Орбакайте — „Пьяная вишня“                                                       |
| „Лучшая поп-исполнительница“                                      | Полина Гагарина — „Выше головы“                                                           |
| „Лучшая поп-исполнительница“                                      | Таисия Повалий — „Ты в глаза мне посмотри“                                                |
| „Лучшая поп-группа“                                               | „А`Студио“ — „Тик-так“                                                                    |
| „Лучшая поп-группа“                                               | „Burito“ — „Взлетай“                                                                      |
| „Лучшая поп-группа“                                               | „IOWA“ — „Молчишь на меня“                                                                |
| „Лучшая поп-группа“                                               | „Градусы“ — „Она“                                                                         |
| „Лучшая поп-группа“                                               | „Иванушки International“ — „Только для рыжих“                                             |
| „Лучшая поп-группа“                                               | „Руки вверх!“ — „Танцы“                                                                   |
| „Лучшая рок-группа или рок-исполнитель“                           | „Машина времени“ — „Все корабли сегодня вернутся домой“                                   |
| „Лучшая рок-группа или рок-исполнитель“                           | „Би-2“ — „Ля-ля тополя“                                                                   |
| „Лучшая рок-группа или рок-исполнитель“                           | „ДДТ“ — „Любовь не пропала“                                                               |
| „Лучшая рок-группа или рок-исполнитель“                           | „Ленинград“ — „Вояж“                                                                      |
| „Лучшая рок-группа или рок-исполнитель“                           | „Ночные снайперы“ — „Инстаграм“                                                           |
| „Инструменталист года в классической музыке“                      | Денис Мацуев — „Симфония года“                                                            |
| „Инструменталист года в классической музыке“                      | Борислав Струлёв — Toi et moi („Хворостовский и друзья — детям“)                          |
| „Инструменталист года в классической музыке“                      | Екатерина Мечетина — „Суфий и Будда“ — этюд картина No1                                   |
| „Инструменталист года в классической музыке“                      | Иван Бессонов — Tchaikovsky — Piano Concerto No 1, 3rd movement                           |
| „Инструменталист года в классической музыке“                      | Юрий Башмет — Юбилейный концерт „Планета Башмета“ в к/з им. Чайковского                   |
| „Вокалист года в классической музыке“                             | Анна Нетребко — Giacomo Puccini: Turandot                                                 |
| „Вокалист года в классической музыке“                             | Аида Гарифуллина — Ш. Гуно. Ария Джульетты из оперы „Ромео и Джульетта“                   |
| „Вокалист года в классической музыке“                             | Димаш Кудайбергенов — Adagio                                                              |
| „Вокалист года в классической музыке“                             | Николай Басков — Верую                                                                    |
| „Вокалист года в классической музыке“                             | Хибла Герзмава — La Forza del Destino                                                     |
| „Поэт года“                                                       | Михаил Гуцериев — „Ты в глаза мне посмотри“                                               |
| „Поэт года“                                                       | Алёна Свиридова — „Травушка“                                                              |
| „Поэт года“                                                       | Леонид Агутин — „Я тебя не вижу“                                                          |
| „Поэт года“                                                       | Лилия Виноградова — „Улыбайся мне“                                                        |
| „Поэт года“                                                       | Олег Митяев — „Никому не хватает любви“                                                   |
| „Лучшая песня (мелодия) к кинофильму или сериалу“                 | „Би-2“ — „Ля-ля тополя“ (OST „О чём говорят мужчины. Продолжение“)                        |
| „Лучшая песня (мелодия) к кинофильму или сериалу“                 | „Звери“ — Лето (OST „Лето“)                                                               |
| „Лучшая песня (мелодия) к кинофильму или сериалу“                 | Леонид Агутин — „Московский номер“ (OST „Черновик“)                                       |
| „Лучшая песня (мелодия) к кинофильму или сериалу“                 | Therr Maitz — „Лететь“ (OST „Лед“)                                                        |
| „Лучшая песня (мелодия) к кинофильму или сериалу“                 | Семён Слепаков — „Сколько денег нужно, чтобы стать счастливым“ (OST т/с „Домашний арест“) |
| „Лучший хип-хоп исполнитель“                                      | „Баста“ — „Папа What’s Up“                                                                |
| „Лучший хип-хоп исполнитель“                                      | Loc-Dog feat. Ёлка — „До солнца“                                                          |
| „Лучший хип-хоп исполнитель“                                      | Matrang — „Медуза“                                                                        |
| „Лучший хип-хоп исполнитель“                                      | Вахтанг — „Обнадёжь надеждой, нирвана“                                                    |
| „Лучший хип-хоп исполнитель“                                      | Егор Крид — „Миллион алых роз“                                                            |
| „Городской романс“                                                | Олег Митяев — „Никому не хватает любви“                                                   |
| „Городской романс“                                                | Brandon Stone & Нина Шацкая — „Забыть“                                                    |
| „Городской романс“                                                | Александр Малинин — „О любви иногда говорят“ (Version 2018)                               |
| „Городской романс“                                                | Валерий Сюткин — „Осень — кошка в рыжих сапогах“                                          |
| „Городской романс“                                                | Михаил Шуфутинский — „Она была совсем девчонкой“                                          |
| „Танцевальный хит года“                                           | „Loboda“ (Светлана Лобода) — „SuperStar“                                                  |
| „Танцевальный хит года“                                           | Burito — „Штрихи“                                                                         |
| „Танцевальный хит года“                                           | Артур Пирожков — „Чика“                                                                   |
| „Танцевальный хит года“                                           | Лёша Свик — „Малиновый свет“                                                              |
| „Танцевальный хит года“                                           | Филипп Киркоров и Николай Басков — Ибица                                                  |
| „Лучшее музыкальное видео“ (в номинации два победителя)           | Филипп Киркоров — „Цвет настроения синий“                                                 |
| „Лучшее музыкальное видео“ (в номинации два победителя)           | Денис Клявер — „Когда ты станешь большим“                                                 |
| „Лучшее музыкальное видео“ (в номинации два победителя)           | „ДДТ“ — „Любовь не пропала“                                                               |
| „Лучшее музыкальное видео“ (в номинации два победителя)           | Лолита — „Судьба“                                                                         |
| „Лучшее музыкальное видео“ (в номинации два победителя)           | Филипп Киркоров и Николай Басков — „Ибица“                                                |
| „Лучшее музыкальное видео“ (в номинации два победителя)           | Полина Гагарина — „Камень на сердце“                                                      |
| „Композитор года“                                                 | Леонид Агутин — „Как умела, так ушла“                                                     |
| „Композитор года“                                                 | Алёна Свиридова — „Травушка“                                                              |
| „Композитор года“                                                 | Антон Пустовой — „Цвет настроения синий“                                                  |
| „Композитор года“                                                 | Виктор Зинчук — „Апрель“                                                                  |
| „Композитор года“                                                 | Виктория Кохана — „Ты в глаза мне посмотри“                                               |
| „Композитор года“                                                 | Игорь Крутой — „В городе серых облаков“                                                   |
| „Концерт года“                                                    | Валерия — „К солнцу“                                                                      |
| „Концерт года“                                                    | Гала-концерт в честь чемпионата мира по футболу                                           |
| „Концерт года“                                                    | Авторадио. „Авторадио — 25 LIVE“ (юбилейный концерт в Crocus City Hall)                   |
| „Концерт года“                                                    | Ани Лорак — Шоу DIVA                                                                      |
| „Концерт года“                                                    | Владимир Пресняков — Юбилейный концерт                                                    |
| „Песня года“                                                      | Денис Клявер — „Когда ты станешь большим“                                                 |
| „Песня года“                                                      | „Loboda“ (Светлана Лобода) — „SuperStar“                                                  |
| „Песня года“                                                      | Владимир Пресняков — „Слушая тишину“                                                      |
| „Песня года“                                                      | Монеточка — „Каждый раз“                                                                  |
| „Песня года“                                                      | Полина Гагарина — „Камень на сердце“                                                      |
| „Песня года“                                                      | Филипп Киркоров — „Цвет настроения синий“                                                 |
| Специальная номинация „Мемориальная премия“                       | Иосиф Кобзон                                                                              |
| Специальная номинация „За вклад в развитие музыкальной индустрии“ | Леонид Агутин                                                                             |

## 2019 год
5 декабря 2019 года в Государственном Кремлёвском дворце прошла пятая торжественная церемония вручения Российской национальной музыкальной премии „Виктория“.
Ведущий церемонии — Андрей Малахов.
Телеверсия церемонии была показана в вечернем эфире телеканала „Россия-1“ 13 декабря 2019 года.
Список номинантов и лауреатов
 Победители указаны первыми и выделены отдельным цветом 
| Номинации                                                              | Победители и финалисты                                                                        |
| ---------------------------------------------------------------------- | --------------------------------------------------------------------------------------------- |
| „Лучший поп-исполнитель“                                               | Филипп Киркоров — „Лунный гость“                                                              |
| „Лучший поп-исполнитель“                                               | MONATIK — „Love It Ритм“                                                                      |
| „Лучший поп-исполнитель“                                               | Сергей Лазарев — „Scream“                                                                     |
| „Лучший поп-исполнитель“                                               | Валерий Меладзе — „Чего ты хочешь от меня“                                                    |
| „Лучший поп-исполнитель“                                               | Николай Басков — „Сердце на сердце“                                                           |
| „Лучший поп-исполнитель“                                               | Макс Барских — „Неземная“                                                                     |
| „Лучший поп-исполнитель“                                               | Дима Билан — „Молния“                                                                         |
| „Лучшая поп-исполнительница“                                           | Zivert — „Life“                                                                               |
| „Лучшая поп-исполнительница“                                           | MARUV — „Между нами“                                                                          |
| „Лучшая поп-исполнительница“                                           | LOBODA — „Пуля-дура“                                                                          |
| „Лучшая поп-исполнительница“                                           | Полина Гагарина — „Меланхолия“                                                                |
| „Лучшая поп-исполнительница“                                           | Лолита — „Шампанское“                                                                         |
| „Лучшая поп-группа“                                                    | Artik&Asti — „Грустный дэнс“                                                                  |
| „Лучшая поп-группа“                                                    | Little Big — „I`m OK“                                                                         |
| „Лучшая поп-группа“                                                    | IOWA — „Пой“                                                                                  |
| „Лучшая поп-группа“                                                    | На-На — „Считаю медленно до ста“                                                              |
| „Лучшая поп-группа“                                                    | A’Studio — „Хамелеоны“                                                                        |
| „Лучшая рок-группа или рок-исполнитель“                                | „Ночные снайперы“ — „Секунду назад“                                                           |
| „Лучшая рок-группа или рок-исполнитель“                                | Би-2 feat. Настя Полева — „Сон про снег“                                                      |
| „Лучшая рок-группа или рок-исполнитель“                                | Наргиз — „Мама“                                                                               |
| „Лучшая рок-группа или рок-исполнитель“                                | „Мумий Тролль“ — „Лето без интернета“                                                         |
| „Лучшая рок-группа или рок-исполнитель“                                | „Альянс“ — „Космические сны“                                                                  |
| „Инструменталист года в классической музыке“                           | Денис Мацуев — Э.Григ „В пещере горного короля“ из сюиты „Пер Гюнт“»                          |
| „Инструменталист года в классической музыке“                           | Виктор Зинчук — Фантазия на тему Вальса № 2 Д. Д. Шостаковича                                 |
| „Инструменталист года в классической музыке“                           | Николай Луганский — Прелюдия Рахманинова фа-диез минор (op.23 #1)                             |
| „Инструменталист года в классической музыке“                           | Иван Бессонов — Роберт Шуман, первая пьеса фортепианного цикла «Карнавал» — «Преамбула»       |
| „Инструменталист года в классической музыке“                           | Даниил Трифонов — «Vocalise», С. Рахманинов                                                   |
| „Инструменталист года в классической музыке“                           | Кирилл Рихтер — Концерт-ретроспектива Кирилла Рихтера с оркестром                             |
| «Вокалист года в классической музыке»                                  | Димаш Кудайбергенов — Olympico                                                                |
| «Вокалист года в классической музыке»                                  | Аида Гарифуллина — Ария Мим                                                                   |
| «Вокалист года в классической музыке»                                  | Анна Нетребко — Forse Non Fu                                                                  |
| «Вокалист года в классической музыке»                                  | Ольга Перетятько — Bellini: Norma, Casta Diva                                                 |
| «Вокалист года в классической музыке»                                  | Ильдар Абдразаков — Elegie                                                                    |
| «Вокалист года в классической музыке»                                  | Хибла Герзмава — Аве Мария                                                                    |
| «Поэт года»                                                            | Михаил Гуцериев — «Любовь уставших лебедей»                                                   |
| «Поэт года»                                                            | Анатолий Алексеев и Артем Иванов — «Пуля-дура»                                                |
| «Поэт года»                                                            | Макс Барских — «Берега»                                                                       |
| «Поэт года»                                                            | Лара Д’Элия — «Крик» (Screamе)                                                                |
| «Поэт года»                                                            | Денис Ковальский — «Зацепила»                                                                 |
| «Лучшая песня (мелодия) к кинофильму или сериалу»                      | Леонид Агутин и Сергей Шнуров — «Какая-то фигня» (OST «Вечная жизнь Александра Христофорова») |
| «Лучшая песня (мелодия) к кинофильму или сериалу»                      | Диана Арбенина — «Умею летать без тебя» (OST «Любовницы»)                                     |
| «Лучшая песня (мелодия) к кинофильму или сериалу»                      | Баста и Пелагея — «Под палящим огнём» (OST «Т-34»)                                            |
| «Лучшая песня (мелодия) к кинофильму или сериалу»                      | BrainStorm — «Мотив» (OST «Семь ужинов»)                                                      |
| «Лучшая песня (мелодия) к кинофильму или сериалу»                      | Вера Брежнева — «Любить друг друга» (OST «Ёлки последние»)                                    |
| «Лучшая песня (мелодия) к кинофильму или сериалу»                      | FACE — «Юморист»                                                                              |
| «Лучший хип-хоп исполнитель» (в номинации два победителя)              | «Баста» feat. Дворецкая — «Без тебя» \| «Элждей» feat. Era Istrefi — «Sayonara, детка»        |
| «Лучший хип-хоп исполнитель» (в номинации два победителя)              | FACE — «Юморист»                                                                              |
| «Лучший хип-хоп исполнитель» (в номинации два победителя)              | Макс Корж — «Два типа людей»                                                                  |
| «Лучший хип-хоп исполнитель» (в номинации два победителя)              | Мот feat. Валерий Меладзе — «Сколько лет»                                                     |
| «Лучший хип-хоп исполнитель» (в номинации два победителя)              | Noize MC — «Всё, как у людей»                                                                 |
| «Лучший хип-хоп исполнитель» (в номинации два победителя)              | Егор Крид — «Сердцеедка»                                                                      |
| «Городской романс»                                                     | Стас Михайлов и Тамара Гвердцители — «Давай разлуке запретим»                                 |
| «Городской романс»                                                     | Любовь Успенская и Брендон Стоун — «А мы любили»                                              |
| «Городской романс»                                                     | Сергей Трофимов — «Ядрёна-Матрёна»                                                            |
| «Городской романс»                                                     | Стас Михайлов — «Этот долгий день»                                                            |
| «Городской романс»                                                     | Михаил Шуфутинский и Маша Вебер — «Повторяй за мной»                                          |
| «Танцевальный хит года»                                                | #2Маши — «Мама, я танцую»                                                                     |
| «Танцевальный хит года»                                                | Zivert — «Beverly Hills»                                                                      |
| «Танцевальный хит года»                                                | Артур Пирожков — «Зацепила»                                                                   |
| «Танцевальный хит года»                                                | Макс Барских — «Берега»                                                                       |
| «Танцевальный хит года»                                                | Filatov & Karas — «Au Au»                                                                     |
| «Лучшее музыкальное видео»                                             | «Ленинград» — «Кабриолет»                                                                     |
| «Лучшее музыкальное видео»                                             | Макс Барских — «Берега»                                                                       |
| «Лучшее музыкальное видео»                                             | Сергей Лазарев — «Scream» («Евровидение 2019»)                                                |
| «Лучшее музыкальное видео»                                             | Филипп Киркоров— «Лунный гость»                                                               |
| «Лучшее музыкальное видео»                                             | Леонид Агутин и Анжелика Варум — «На паузу»                                                   |
| «Композитор года»                                                      | Игорь Крутой — «Любовь уставших лебедей»                                                      |
| «Композитор года»                                                      | Monatik — «Love It Ритм»                                                                      |
| «Композитор года»                                                      | Константин Меладзе — «ЛюбоЛь»                                                                 |
| «Композитор года»                                                      | Денис Ковальский — «Зацепила»                                                                 |
| «Композитор года»                                                      | Виктория Кохана — «Сердце на сердце»                                                          |
| «Композитор года»                                                      | Игорь Крутой — «В городе серых облаков»                                                       |
| «Концерт года»                                                         | Loboda (Светлана Лобода) — SuperStar, Crocus City Hall                                        |
| «Концерт года»                                                         | Би-2, Шоу «Горизонт событий» в «Олимпийском»                                                  |
| «Концерт года»                                                         | Дима Билан, Шоу «Планета Билан»                                                               |
| «Концерт года»                                                         | Машина Времени, «Машина Времени. 50 лет»                                                      |
| «Концерт года»                                                         | «Шансон Года — 2019»                                                                          |
| «Концерт года»                                                         | Леонид Агутин, Юбилейный концерт «Агутин 50»                                                  |
| «Концерт года»                                                         | «Новая Волна — 2019»                                                                          |
| «Песня года»                                                           | Zivert — «Life»                                                                               |
| «Песня года»                                                           | А.Маршал, Н.Росторгуев, А. Иванов — «Хорошо»                                                  |
| «Песня года»                                                           | Дима Билан — «Про белые розы»                                                                 |
| «Песня года»                                                           | Димаш Кудайберген — «Любовь уставших лебедей»                                                 |
| «Песня года»                                                           | Валерий Меладзе — «Чего ты хочешь от меня»                                                    |
| «Песня года»                                                           | Артур Пирожков — «Зацепила»                                                                   |
| Специальная номинация «Открытие года»                                  | Димаш Кудайберген и Zivert                                                                    |
| Специальная номинация «За вклад в развитие популярной музыки в России» | Валерий Леонтьев                                                                              |

## 2020 год
4 декабря 2020 года в Государственном Кремлёвском дворце прошла шестая торжественная церемония вручения Российской национальной музыкальной премии «Виктория».
Ведущий церемонии — Александр Ревва.
Телеверсия церемонии была показана в вечернем эфире телеканала «Россия-1» 18 декабря 2020 года.
Список номинантов и лауреатов
 Победители указаны первыми и выделены отдельным цветом 
| Номинации                                                  | Победители и финалисты                                                              |
| ---------------------------------------------------------- | ----------------------------------------------------------------------------------- |
| «Лучший поп-исполнитель»                                   | Владимир Пресняков — «Достучаться до небес»                                         |
| «Лучший поп-исполнитель»                                   | Дима Билан — «Химия»                                                                |
| «Лучший поп-исполнитель»                                   | Леонид Агутин — «По тебе скучают бары»                                              |
| «Лучший поп-исполнитель»                                   | Филипп Киркоров — «Романы»                                                          |
| «Лучший поп-исполнитель»                                   | Димаш Кудайберген — «Your Love»                                                     |
| «Лучшая поп-исполнительница»                               | Полина Гагарина — «Смотри»                                                          |
| «Лучшая поп-исполнительница»                               | Zivert — «ЯТЛ»                                                                      |
| «Лучшая поп-исполнительница»                               | Ёлка — «Мне легко»                                                                  |
| «Лучшая поп-исполнительница»                               | Лолита — «Кислород»                                                                 |
| «Лучшая поп-исполнительница»                               | Клава Кока — «Покинула чат»                                                         |
| «Лучшая поп-группа»                                        | Little Big — «Uno»                                                                  |
| «Лучшая поп-группа»                                        | Фабрика — «Позвони, будь посмелей»                                                  |
| «Лучшая поп-группа»                                        | #2Маши — «Лето у виска»                                                             |
| «Лучшая поп-группа»                                        | Градусы — «Снег в апреле»                                                           |
| «Лучшая поп-группа»                                        | Artik & Asti — «Девочка, танцуй»                                                    |
| «Лучшая поп-группа»                                        | Руки Вверх! — «Расскажи мне»                                                        |
| «Лучшая поп-группа»                                        | А`Студио — «Остров»                                                                 |
| «Лучшая рок-группа или рок-исполнитель»                    | Николай Носков — «Живой»                                                            |
| «Лучшая рок-группа или рок-исполнитель»                    | Сурганова и Оркестр — «Река»                                                        |
| «Лучшая рок-группа или рок-исполнитель»                    | Машина времени — «Просыпается ветер»                                                |
| «Лучшая рок-группа или рок-исполнитель»                    | Би-2 — «Пекло»                                                                      |
| «Лучшая рок-группа или рок-исполнитель»                    | Диана Арбенина — «Казино»                                                           |
| «Лучшая рок-группа или рок-исполнитель»                    | Земфира — «Крым»                                                                    |
| «Инструменталист года в классической музыке»               | Денис Мацуев — «Симфония года»                                                      |
| «Инструменталист года в классической музыке»               | Борислав Струлёв — Toi et moi («Хворостовский и друзья — детям»)                    |
| «Инструменталист года в классической музыке»               | Екатерина Мечетина — «Суфий и Будда» — этюд картина No1                             |
| «Инструменталист года в классической музыке»               | Иван Бессонов — Tchaikovsky — Piano Concerto No 1, 3rd movement                     |
| «Инструменталист года в классической музыке»               | Юрий Башмет — Юбилейный концерт «Планета Башмета» в к/з им. Чайковского             |
| «Вокалист года в классической музыке»                      | Анна Нетребко — Giacomo Puccini: Turandot                                           |
| «Вокалист года в классической музыке»                      | Аида Гарифуллина — Ш. Гуно. Ария Джульетты из оперы «Ромео и Джульетта»             |
| «Вокалист года в классической музыке»                      | Димаш Кудайбергенов — Adagio                                                        |
| «Вокалист года в классической музыке»                      | Николай Басков — Верую                                                              |
| «Вокалист года в классической музыке»                      | Хибла Герзмава — La Forza del Destino                                               |
| «Поэт года»                                                | Михаил Гуцериев — «Ты не целуй»                                                     |
| «Поэт года»                                                | Александр Шаганов — «Если ты уйдёшь»                                                |
| «Поэт года»                                                | Ирина Дубцова — «Химия»                                                             |
| «Поэт года»                                                | Любовь Воропаева — «Золотые мосты»                                                  |
| «Поэт года»                                                | Диана Арбенина — «Камень»                                                           |
| «Лучшая песня (мелодия) к кинофильму или сериалу»          | Иван Дорн — «Чики»                                                                  |
| «Лучшая песня (мелодия) к кинофильму или сериалу»          | Баста — «Страшно так жить»                                                          |
| «Лучшая песня (мелодия) к кинофильму или сериалу»          | Семен Слепаков — «ОКАЯННЫЕ ДНИ \| Караоке-песня»                                    |
| «Лучшая песня (мелодия) к кинофильму или сериалу»          | Григорий Лепс & D-Band — «Лети»                                                     |
| «Лучшая песня (мелодия) к кинофильму или сериалу»          | Александр Петров, Moscow Gospel Team, Юрий Медяник, Pluri Art Orchestra — «Сансара» |
| «Лучший хип-хоп исполнитель»                               | «Баста» — «Страшно так жить»                                                        |
| «Лучший хип-хоп исполнитель»                               | Loc-Dog — «Киты»                                                                    |
| «Лучший хип-хоп исполнитель»                               | Каста — «Прошёл через»                                                              |
| «Лучший хип-хоп исполнитель»                               | Дельфин — «Лето»                                                                    |
| «Лучший хип-хоп исполнитель»                               | Леван Горозия — «Альфа»                                                             |
| «Лучший хип-хоп исполнитель»                               | Morgenshtern & Тимати — «El Problema»                                               |
| «Лучший хип-хоп исполнитель»                               | Скриптонит — «Веселей»                                                              |
| «Городской романс»                                         | Сергей Трофимов — «Прости»                                                          |
| «Городской романс»                                         | Стас Михайлов — «Шестое чувство»                                                    |
| «Городской романс»                                         | Михаил Бублик — «Дует ветер»                                                        |
| «Городской романс»                                         | Александр Розенбаум — «Почти»                                                       |
| «Городской романс»                                         | Игорь Крутой — «Ветка каштана»                                                      |
| «Танцевальный хит года»                                    | Cream Soda & Хлеб — «Плачу на техно»                                                |
| «Танцевальный хит года»                                    | #2Маши — «Я забираю твою подругу»                                                   |
| «Танцевальный хит года»                                    | MARUV & Boosin — «I Want You»                                                       |
| «Танцевальный хит года»                                    | Клава Кока & NILETTO — «Краш»                                                       |
| «Танцевальный хит года»                                    | Артур Пирожков — «Перетанцуй меня»                                                  |
| «Лучшее музыкальное видео»                                 | «Little Big» — «Uno»                                                                |
| «Лучшее музыкальное видео»                                 | Даня Милохин & Николай Басков — «Дико тусим»                                        |
| «Лучшее музыкальное видео»                                 | Лолита — «Кислород»                                                                 |
| «Лучшее музыкальное видео»                                 | Владимир Пресняков — «Достучаться до небес»                                         |
| «Лучшее музыкальное видео»                                 | Баста & Zivert — «Неболей»                                                          |
| «Лучшее музыкальное видео»                                 | Полина Гагарина — «Смотри»                                                          |
| «Композитор года»                                          | Константин Меладзе — «1+1»                                                          |
| «Композитор года»                                          | Андрей Резников — «Время ходит назад» (исп. Интарс Бусулис)                         |
| «Композитор года»                                          | Николай Агутин — «Жизнь»                                                            |
| «Композитор года»                                          | Денис Ковальский — «Перетанцуй меня»                                                |
| «Композитор года»                                          | Виктория Кохана — «Позвони, будь посмелей» (исп. группа «Фабрика»)                  |
| «Композитор года»                                          | Брендон Стоун — «Камень»                                                            |
| «Композитор года»                                          | Диана Арбенина — «Она любит тебя»                                                   |
| «Концерт года»                                             | Николай Носков — «Живой»                                                            |
| «Концерт года»                                             | Полина Гагарина — «Обезоружена»                                                     |
| «Концерт года»                                             | Игорь Крутой — «Когда я закрываю глаза. Рапсодия льда»                              |
| «Концерт года»                                             | Дима Билан — «Планета Билан. На Орбите»                                             |
| «Концерт года»                                             | Радио Шансон — Всенародная танцплощадка «Ээхх, Разгуляй!»                           |
| «Песня года»                                               | Little Big— «Uno»                                                                   |
| «Песня года»                                               | Дима Билан — «Химия»                                                                |
| «Песня года»                                               | Стас Михайлов feat. Artik & Asti — «Возьми мою руку»                                |
| «Песня года»                                               | Би-2 — «Каждый раз»                                                                 |
| «Песня года»                                               | Полина Гагарина — «Ты не целуй»                                                     |
| «Песня года»                                               | Баста & Zivert — «Неболей»                                                          |
| «Онлайн концерт года»                                      | Леонид Агутин — «Онлайн-концерт Леонида Агутина / Okko»                             |
| «Онлайн концерт года»                                      | LOBODA — «LOBODA SUPERSTAR SHOW 2020»                                               |
| «Онлайн концерт года»                                      | VK Fest 2020                                                                        |
| «Онлайн концерт года»                                      | Большой концерт «МЫ ВМЕСТЕ», Трансляция из Большого театра                          |
| «Онлайн концерт года»                                      | Полина Гагарина — «Вместе на расстоянии»                                            |
| Специальная премия «Легенда отечественной эстрады»         | Лариса Долина                                                                       |
| Приз за неоценимый вклад в российскую музыкальную культуру | Игорь Матвиенко                                                                     |

## 2021 год
2 декабря 2021 года в Государственном Кремлёвском дворце прошла седьмая торжественная церемония вручения Российской национальной музыкальной премии «Виктория».
Ведущие церемонии — Анна Шатилова и рэпер ST.
Телеверсия церемонии была показана в вечернем эфире телеканала «Россия-1» 3 декабря 2021 года
Список номинантов и лауреатов
 Победители указаны первыми и выделены отдельным цветом 
| Номинации                                                  | Победители и финалисты                                                  |
| ---------------------------------------------------------- | ----------------------------------------------------------------------- |
| «Лучший поп-исполнитель»                                   | Леонид Агутин — «Включите свет»                                         |
| «Лучший поп-исполнитель»                                   | Филипп Киркоров — «По камням по острым»                                 |
| «Лучший поп-исполнитель»                                   | JONY— «Камнепад»                                                        |
| «Лучший поп-исполнитель»                                   | Дима Билан — «Она моя»                                                  |
| «Лучший поп-исполнитель»                                   | Димаш Кудайберген— «Я скучаю по тебе»                                   |
| «Лучшая поп-исполнительница»                               | Полина Гагарина — «Вчера»                                               |
| «Лучшая поп-исполнительница»                               | Zivert — «Многоточия»                                                   |
| «Лучшая поп-исполнительница»                               | Лолита — «Приходи на меня посмотреть»                                   |
| «Лучшая поп-исполнительница»                               | Мари Краймбрери — «Самолёт»                                             |
| «Лучшая поп-исполнительница»                               | Наталья Гордиенко — «Туз буби»                                          |
| «Лучшая поп-исполнительница»                               | Manizha — «Russian woman»                                               |
| «Лучшая поп-исполнительница»                               | LOBODA — «Родной»                                                       |
| «Лучшая поп-группа»                                        | «Artik & Asti» — «Истеричка»                                            |
| «Лучшая поп-группа»                                        | «Dabro» — «На крыше»                                                    |
| «Лучшая поп-группа»                                        | «А`Студио» — «Дискотека»                                                |
| «Лучшая поп-группа»                                        | «#2Маши» — «Корабль-Печаль»                                             |
| «Лучшая поп-группа»                                        | «Руки вверх!» — «Deep House»                                            |
| «Лучшая рок-группа или рок-исполнитель»                    | Земфира — «Почта»                                                       |
| «Лучшая рок-группа или рок-исполнитель»                    | «Би-2» — «Нам не нужен герой»                                           |
| «Лучшая рок-группа или рок-исполнитель»                    | «ДДТ» — «2020»                                                          |
| «Лучшая рок-группа или рок-исполнитель»                    | «Сурганова и Оркестр» — «Акварель»                                      |
| «Лучшая рок-группа или рок-исполнитель»                    | «Ночные снайперы» — «Не кури»                                           |
| «Инструменталист года в классической музыке»               | Денис Мацуев — «Симфония года»                                          |
| «Инструменталист года в классической музыке»               | Борислав Струлёв — Toi et moi («Хворостовский и друзья — детям»)        |
| «Инструменталист года в классической музыке»               | Екатерина Мечетина — «Суфий и Будда» — этюд картина No1                 |
| «Инструменталист года в классической музыке»               | Иван Бессонов — Tchaikovsky — Piano Concerto No 1, 3rd movement         |
| «Инструменталист года в классической музыке»               | Юрий Башмет — Юбилейный концерт «Планета Башмета» в к/з им. Чайковского |
| «Поэт года»                                                | Михаил Гуцериев — «По камням по острым»                                 |
| «Поэт года»                                                | Мари Краймбрери — «Самолёт»                                             |
| «Поэт года»                                                | Леонид Агутин — «Включите свет»                                         |
| «Поэт года»                                                | Юлия Соломонова — «Гордость»                                            |
| «Поэт года»                                                | Игорь Николаев — «Лето, вернись»                                        |
| «Лучшая песня (мелодия) к кинофильму или сериалу»          | «Любэ» — «А река течёт»                                                 |
| «Лучшая песня (мелодия) к кинофильму или сериалу»          | «Ёлка» — «Не брошу на полпути»                                          |
| «Лучшая песня (мелодия) к кинофильму или сериалу»          | Земфира — «Злой человек»                                                |
| «Лучшая песня (мелодия) к кинофильму или сериалу»          | Till Lindemann — «Любимый город»                                        |
| «Лучшая песня (мелодия) к кинофильму или сериалу»          | Артур Пирожков — «Тудым — Сюдым»                                        |
| «Лучшая песня (мелодия) к кинофильму или сериалу»          | Юрий Шевчук и Константин Шумайлов— «Доктор Лиза»                        |
| «Лучший хип-хоп исполнитель»                               | «Баста» — «Ты была права»                                               |
| «Лучший хип-хоп исполнитель»                               | SLAVA MARLOW — «Ты горишь как огонь»                                    |
| «Лучший хип-хоп исполнитель»                               | MORGENSHTERN — «ARISTOCRAT»                                             |
| «Лучший хип-хоп исполнитель»                               | Miyagi & Andy Panda — «Патрон»                                          |
| «Лучший хип-хоп исполнитель»                               | Скриптонит — «Чистый»                                                   |
| «Городской романс»                                         | Николай Басков и Любовь Успенская — «Большая любовь»                    |
| «Городской романс»                                         | Стас Михайлов и Таисия Повалий— «Что с тобой? Как же я?»                |
| «Городской романс»                                         | Ярослав Сумишевский — «Ты не суди меня»                                 |
| «Городской романс»                                         | Александр Розенбаум— «Держи свой такт»                                  |
| «Городской романс»                                         | Гарик Сукачев и Александр Ф. Скляр— «И снова май месяц»                 |
| «Танцевальный хит года»                                    | «Zivert» — «Рокки»                                                      |
| «Танцевальный хит года»                                    | Artik & Asti — «Она не я»                                               |
| «Танцевальный хит года»                                    | Артур Пирожков — «Тудым — Сюдым»                                        |
| «Танцевальный хит года»                                    | Victoria Kohana & Runstar — «Desert Rose»                               |
| «Танцевальный хит года»                                    | Клава Кока — «ЛА ЛА ЛА»                                                 |
| «Танцевальный хит года»                                    | Филипп Киркоров и MARUV — «Komilfo»                                     |
| «Лучшее музыкальное видео»                                 | Филипп Киркоров — «По камням по острым»                                 |
| «Лучшее музыкальное видео»                                 | Макс Барских & Zivert — «Bestseller»                                    |
| «Лучшее музыкальное видео»                                 | Хабиб — «Ягода малинка»                                                 |
| «Лучшее музыкальное видео»                                 | Zivert — «Многоточия»                                                   |
| «Лучшее музыкальное видео»                                 | Till Lindemann — «Любимый город»                                        |
| «Лучшее музыкальное видео»                                 | Сергей Трофимов — «Народ»                                               |
| «Лучшее музыкальное видео»                                 | Artik & Asti — «Истеричка»                                              |
| «Лучшее музыкальное видео»                                 | Филипп Киркоров и MARUV — «Komilfo»                                     |
| «Лучшее музыкальное видео»                                 | Полина Гагарина — «Ты не целуй»                                         |
| «Композитор года»                                          | Леонид Агутин — «Включите свет»                                         |
| «Композитор года»                                          | Мари Краймбрери — «Самолёт»                                             |
| «Композитор года»                                          | Константин Меладзе — «Розовый дым»                                      |
| «Композитор года»                                          | Виктория Кохана — «По камням по острым»                                 |
| «Композитор года»                                          | Игорь Крутой — «Ave Maria»                                              |
| «Концерт года»                                             | Анна Нетребко — «Анна Нетребко приглашает»                              |
| «Концерт года»                                             | Полина Гагарина, Смотри                                                 |
| «Концерт года»                                             | Новая волна — 2021                                                      |
| «Концерт года»                                             | XIX-XX Церемония вручения премии «Шансон Года»                          |
| «Концерт года»                                             | Моральный кодекс. 30 лет. Юбилейный концерт                             |
| «Песня года»                                               | Леонид Агутин — «Включите свет»                                         |
| «Песня года»                                               | Хабиб — «Ягода малинка»                                                 |
| «Песня года»                                               | HammAli & Navai— «Птичка»                                               |
| «Песня года»                                               | Валерия — «Теряю сознание»                                              |
| «Песня года»                                               | Машина Времени — «Свет рождает свет»                                    |
| «Песня года»                                               | Джарахов & Markul — «Я в моменте»                                       |
| «Песня года»                                               | Филипп Киркоров — «По камням по острым»                                 |
| Специальные премии                                         |                                                                         |
| Приз за неоценимый вклад в российскую музыкальную культуру | Александр Зацепин                                                       |
| За уникальную гармонию песенной лирики и музыки            | Александр Розенбаум                                                     |
| Открытие года в классической музыке                        | Иван Бессонов                                                           |
| За вклад в развитие популярной музыки                      | Олег Газманов                                                           |

## 2023 год
1 марта 2023 года на «Live Арене» прошла восьмая торжественная церемония вручения Российской национальной музыкальной премии «Виктория».
Ведущие церемонии — Татьяна Веденеева и Николай Басков.
Телеверсия церемонии показана в вечернем эфире телеканала «Россия 1» 10 марта 2023 года.
Список номинантов и лауреатов.
 Победители указаны первыми и выделены отдельным цветом 
| Номинации                                         | Победители и финалисты                                                                |
| ------------------------------------------------- | ------------------------------------------------------------------------------------- |
| «Певец года»                                      | У тебя есть я / Владимир Пресняков                                                    |
| «Певец года»                                      | Титры / Jony                                                                          |
| «Певец года»                                      | Раненый / Филипп Киркоров                                                             |
| «Певец года»                                      | Покажу паранойю / Анатолий TSOY                                                       |
| «Певец года»                                      | Больше музыки / Дима Билан                                                            |
| «Певица года»                                     | По барам / ANNA ASTI                                                                  |
| «Певица года»                                     | Двое на ветру / Лариса Долина                                                         |
| «Певица года»                                     | Вода / Полина Гагарина                                                                |
| «Певица года»                                     | Грустная танцую / Лолита                                                              |
| «Певица года»                                     | Я счастливая / Наталья Гордиенко                                                      |
| «Поп-группа года»                                 | Звезды / Uma2rman                                                                     |
| «Поп-группа года»                                 | Гармония / Artik & Asti                                                               |
| «Поп-группа года»                                 | Малиновая лада / GAYAZOV$ BROTHER$                                                    |
| «Поп-группа года»                                 | Одиночка / Руки Вверх                                                                 |
| «Поп-группа года»                                 | Давай запоем / Dabro                                                                  |
| «Рок-группа или рок-исполнитель года»             | Шарм / Ночные Снайперы                                                                |
| «Рок-группа или рок-исполнитель года»             | Колыбельная / Би-2                                                                    |
| «Рок-группа или рок-исполнитель года»             | Я остаюсь / Гарик Сукачёв и другие                                                    |
| «Рок-группа или рок-исполнитель года»             | Вавилон / Сурганова и Оркестр                                                         |
| «Рок-группа или рок-исполнитель года»             | Пуля / Александр Иванов и группа Рондо                                                |
| «Проект в области классической музыки»            | 15 мелодий для фортепиано                                                             |
| «Проект в области классической музыки»            | Опера «Садко»                                                                         |
| «Проект в области классической музыки»            | Сергей Мазаев QUEENtet                                                                |
| «Проект в области классической музыки»            | Мюзикл «Петя и Фолк. Тайны миров»                                                     |
| «Проект в области классической музыки»            | Два монолога женщины                                                                  |
| «Поэт года»                                       | Ночь счастливых надежд / Михаил Гуцериев                                              |
| «Поэт года»                                       | ДНК / Леонид Агутин                                                                   |
| «Поэт года»                                       | Я русский / Ярослав Дронов                                                            |
| «Поэт года»                                       | Солнце Монако / Чеботина Людмила                                                      |
| «Поэт года»                                       | Мама — Родина / Олег Газманов                                                         |
| «Саундтрек года»                                  | Раненый / Филипп Киркоров                                                             |
| «Саундтрек года»                                  | Вопросы / Дельфин                                                                     |
| «Саундтрек года»                                  | Вечно молодым / Ваня Дмитриенко                                                       |
| «Саундтрек года»                                  | Оставить след / Полина Гагарина                                                       |
| «Саундтрек года»                                  | Наугад / Баста, Daria Yanina                                                          |
| «Хип-хоп исполнитель года»                        | По Душам / MOT                                                                        |
| «Хип-хоп исполнитель года»                        | Lamba Urus / Егор Крид                                                                |
| «Хип-хоп исполнитель года»                        | Marmalade / Miyagi & Andy Panda                                                       |
| «Хип-хоп исполнитель года»                        | Счастье в простом / Loc-Dog                                                           |
| «Хип-хоп исполнитель года»                        | Осень (20.22) / Баста, Andro                                                          |
| «Городской романс года»                           | Я жду звонка / Стас Михайлов                                                          |
| «Городской романс года»                           | Да ладно / Александр Розенбаум                                                        |
| «Городской романс года»                           | Шарфик / Михаил Шуфутинский                                                           |
| «Городской романс года»                           | Спит ковыль. Равнина дорогая / Гарик Сукачёв                                          |
| «Городской романс года»                           | Загуляли пацаны / Сосо Павлиашвили, Арсен Шахунц                                      |
| «Танцевальный хит года»                           | Твои глаза маренго (Chinkong Remix) / Николай Басков                                  |
| «Танцевальный хит года»                           | CO2 / Dj Smash feat. Artik & Asti                                                     |
| «Танцевальный хит года»                           | Движ / Filatov & Karas                                                                |
| «Танцевальный хит года»                           | Если устал / Мари Краймбрери                                                          |
| «Танцевальный хит года»                           | Танцуй вопреки / Ева Власова                                                          |
| «Музыкальное видео года»                          | Хобби / Филипп Киркоров feat. ANNA ASTI                                               |
| «Музыкальное видео года»                          | Wake up / Zivert                                                                      |
| «Музыкальное видео года»                          | Я русский / SHAMAN                                                                    |
| «Музыкальное видео года»                          | Покажу паранойю / TSOY                                                                |
| «Музыкальное видео года»                          | По-другому / Лолита и Коста Лакоста                                                   |
| «Композитор года»                                 | ДНК / Леонид Агутин                                                                   |
| «Композитор года»                                 | Я русский / Ярослав Дронов                                                            |
| «Композитор года»                                 | О’кей / Игорь Крутой                                                                  |
| «Композитор года»                                 | Покажу паранойю / Дарья Кузнецова                                                     |
| «Композитор года»                                 | Выживший / Максим Фадеев                                                              |
| «Концерт года»                                    | Руки вверх! 25 лет. Лучшее. / Руки вверх!                                             |
| «Концерт года»                                    | Gold 55. The greatest hits / Филипп Киркоров                                          |
| «Концерт года»                                    | Баста. Лужники / Баста                                                                |
| «Концерт года»                                    | Лолита / Лолита                                                                       |
| «Концерт года»                                    | Группа «Кино» / Группа «Кино»                                                         |
| «Песня года»                                      | Солнце Монако / Люся Чеботина                                                         |
| «Песня года»                                      | Я русский / SHAMAN                                                                    |
| «Песня года»                                      | Ночь счастливых надежд / Лариса Долина, Николай Басков, Дима Билан, Юлианна Караулова |
| «Песня года»                                      | По барам / ANNA ASTI                                                                  |
| «Песня года»                                      | ДНК / Леонид Агутин и Владимир Пресняков                                              |
| Специальная номинация                             |                                                                                       |
| «За особый вклад в развитие музыкальной культуры» | Николай Расторгуев                                                                    |
| «За особый вклад в развитие музыкальной культуры» | Лев Лещенко                                                                           |

## 2024 год
16 марта 2024 года на Live Арене состоялась девятая торжественная церемония вручения Российской национальной музыкальной премии «Виктория».
Ведущие церемонии — Татьяна Веденеева и ST.
Специальным гостем премии стал итальянский певец Пупо.
Список номинантов и лауреатов.
 Победители указаны первыми и выделены отдельным цветом 
| Номинации                                  | Победители и финалисты                              |
| ------------------------------------------ | --------------------------------------------------- |
| «Певец года»                               | Дима Билан — Острой бритвой                         |
| «Певец года»                               | Максим Фадеев — Обязательно вернусь                 |
| «Певец года»                               | Владимир Пресняков — Живи                           |
| «Певец года»                               | SHAMAN — Мой бой                                    |
| «Певец года»                               | Филипп Киркоров — Если ты уйдёшь                    |
| «Певица года»                              | ANNA ASTI — Царица                                  |
| «Певица года»                              | Мари Краймбрери — Иначе всё это зря                 |
| «Певица года»                              | Лолита — Марлен                                     |
| «Певица года»                              | Ани Лорак — Рядом, но не вместе                     |
| «Певица года»                              | Юлианна Караулова — Сильная                         |
| «Поп-группа года»                          | Руки Вверх! — Чёрное море                           |
| «Поп-группа года»                          | Моя Мишель — Лав Ю                                  |
| «Поп-группа года»                          | A’Studio — Волосы                                   |
| «Поп-группа года»                          | Чай Вдвоём — Нежная                                 |
| «Поп-группа года»                          | Dabro — Надо повторить                              |
| «Поп-группа года»                          | Artik & Asti — Кукла                                |
| «Рок-группа или рок-исполнитель года»      | Моральный Кодекс — Ты же знаешь                     |
| «Рок-группа или рок-исполнитель года»      | Юрий Шевчук и Дмитрий Емельянов — Чайковский        |
| «Рок-группа или рок-исполнитель года»      | Ночные Снайперы — Соловьи                           |
| «Рок-группа или рок-исполнитель года»      | Юта — Я буду ждать тебя                             |
| «Рок-группа или рок-исполнитель года»      | Три Дня Дождя — За край                             |
| «Поэт года»                                | Михаил Гуцериев — Дом убит                          |
| «Поэт года»                                | Мари Краймбрери — Иначе всё это зря                 |
| «Поэт года»                                | Ярослав Дронов — Мой бой                            |
| «Поэт года»                                | Сергей Трофимов — Когда-нибудь                      |
| «Поэт года»                                | Алексей Романоф — Марлен                            |
| «Саундтрек года»                           | Филипп Киркоров — Если ты уйдёшь                    |
| «Саундтрек года»                           | Моя Мишель — Воздушный шар                          |
| «Саундтрек года»                           | Uma2rman — Папины дочки. Новые                      |
| «Саундтрек года»                           | Сергей Войтенко — Дорога к дому                     |
| «Саундтрек года»                           | Ваня Дмитриенко — Дыши                              |
| «Саундтрек года»                           | Ёлка — Прыгну со скалы                              |
| «Хип-хоп исполнитель года»                 | ST — Весна                                          |
| «Хип-хоп исполнитель года»                 | MACAN — Самый пьяный округ в мире                   |
| «Хип-хоп исполнитель года»                 | Баста & Ramil' — Удали                              |
| «Хип-хоп исполнитель года»                 | Кравц & Гио Пика — Где прошла ты                    |
| «Хип-хоп исполнитель года»                 | Элджей & Коста Лакоста — Keyhole                    |
| «Городской романс года»                    | Сергей Ревтов — Дом убит                            |
| «Городской романс года»                    | Любэ — Давайте вашим детям наши имена               |
| «Городской романс года»                    | Сергей Трофимов — Когда-нибудь                      |
| «Городской романс года»                    | Настасья Самбурская — Саша                          |
| «Городской романс года»                    | Хор Турецкого — Обернись                            |
| «Городской романс года»                    | Михаил Шуфутинский — Чёрным по белому               |
| «Танцевальный хит года»                    | Винтаж, ТРАВМА, SKIDRI, DVRKLXGHT — Плохая девочка  |
| «Танцевальный хит года»                    | Ольга Бузова — Позови                               |
| «Танцевальный хит года»                    | Instasamka — За деньги да                           |
| «Танцевальный хит года»                    | Баста & DJ Groove — Джунгли зовут                   |
| «Танцевальный хит года»                    | Filatov & Karas — Мимо меня                         |
| «Танцевальный хит года»                    | Мари Краймбрери — Мне так повезло (M.Hustler Remix) |
| «Музыкальное видео года»                   | Дима Билан — Острой бритвой                         |
| «Музыкальное видео года»                   | Полина Гагарина — Бабочки                           |
| «Музыкальное видео года»                   | Сергей Лазарев — Не пытайся повторить               |
| «Музыкальное видео года»                   | Максим Фадеев & Маша Гулевич — Скажите детям        |
| «Музыкальное видео года»                   | Филипп Киркоров & Люся Чеботина — Королева          |
| «Композитор года»                          | Игорь Крутой — Живое сердце                         |
| «Композитор года»                          | Сергей Ревтов — Дом убит                            |
| «Композитор года»                          | Максим Фадеев — Обязательно вернусь                 |
| «Композитор года»                          | Ярослав Дронов — Мой бой                            |
| «Композитор года»                          | Дмитрий Лорен — Царица                              |
| «Композитор года»                          | Дарья Кузнецова — Острой бритвой                    |
| «Концерт года»                             | Юбилейный концерт Леонида Агутина — 55              |
| «Концерт года»                             | SHAMAN — «Я русский»                                |
| «Концерт года»                             | Руки Вверх! Лужники на бис!                         |
| «Концерт года»                             | Филипп Киркоров — 55. Золотые хиты. На бис!         |
| «Концерт года»                             | Лолита — 60                                         |
| «Концерт года»                             | Николай Носков — Я люблю тебя, это здорово!         |
| «Песня года»                               | Владимир Пресняков — Живи                           |
| «Песня года»                               | Дима Билан — Острой бритвой                         |
| «Песня года»                               | Филипп Киркоров — Если ты уйдёшь                    |
| «Песня года»                               | SHAMAN — Мой бой                                    |
| «Песня года»                               | Instasamka — За деньги да                           |
| «Песня года»                               | ANNA ASTI — Царица                                  |
| «Песня года»                               | Лолита — Марлен                                     |
| «Песня года»                               | Максим Фадеев — Обязательно вернусь                 |
| Специальная номинация                      |                                                     |
| «За вклад в развитие отечественной музыки» | Юрий Антонов                                        |
| «Прорыв года»                              | MIA BOYKA                                           |

## Статистика РНМП «Виктория»
За 9 лет существования Премии было вручено 156 наград. Чаще других побеждали Филипп Киркоров, Леонид Агутин, Баста. Ниже представлена сводная статистика номинаций и побед за 2015—2024 годы:
| Количество побед | Количество номинаций | Исполнитель |
| ---------------- | -------------------- | --- |
| 11               | 28                   | Филипп Киркоров |
| 10               | 22                   | Леонид Агутин |
| 8                | 22                   | Баста |
| 6                | 8                    | Сергей Шнуров и группа «Ленинград» |
| 6                | 6                    | Денис Мацуев |
| 7                | 9                    | Михаил Гуцериев |
| 4                | 10                   | Zivert |
| 4                | 8                    | LOBODA |
| 4                | 19                   | Полина Гагарина |
| 4                | 5                    | Анна Нетребко |
| 6                | 18                   | Дима Билан |
| 3                | 9                    | Константин Меладзе |
| 3                | 4                    | Little Big |
| 2                | 12                   | Ёлка |
| 2                | 9                    | Сергей Лазарев |
| 2                | 9                    | Би-2 |
| 2                | 7                    | A’Studio (A`Студио) |
| 2                | 5                    | Димаш Кудайбергенов |
| 2                | 9                    | Artik & Asti |
| 2                | 4                    | #2Маши |
| 2                | 3                    | MBAND, Денис Клявер, Игорь Матвиенко, Николай Расторгуев и группа «Любэ» |
| 2                | 3                    | Николай Носков |
| 2                | —                    | Валерий Леонтьев |
| 1                | 8                    | IOWA |
| 2                | 10                   | Николай Басков |
| 2                | 11                   | Диана Арбенина и группа «Ночные Снайперы» |
| 2                | 7                    | Артур Пирожков, Стас Михайлов |
| 3                | 9                    | Владимир Пресняков |
| 1                | 4                    | Григорий Лепс, Машина времени, Валерия |
| 2                | 11                   | Игорь Крутой |
| 2                | 8                    | Руки Вверх! |
| 1                | 5                    | Сергей Трофимов |
| 1                | 3                    | Alekseev, MONATIK, Аида Гарифуллина, Олег Митяев, Первый канал (телеканал), Семён Слепаков |
| 1                | 2                    | ESTRADARADA, Serebro, Грибы, Дмитрий Хворостовский, Пелагея, Тамара Гвердцители, Элджей |
| 1                | —                    | Эдуард Артемьев |
| 1                | 1                    | Alien24, Cream Soda, Era Istrefi, Андрей Чёрный, Дворецкая, Иван Дорн, Иосиф Кобзон, Лариса Долина, Лев Лещенко, Ростислав Мудрицкий, Хлеб |
| —                | 12                   | Лолита Милявская |
| —                | 9                    | SHAMAN |
| —                | 7                    | Максим Фадеев |
| —                | 5                    | Ани Лорак, Юрий Башмет |
| —                | 9                    | Валерий Меладзе |
| —                | 5                    | Burito, Время и Стекло, Хибла Герзмава, Юрий Шевчук и группа ДДТ |
| —                | 4                    | Виктория Кохана, Егор Крид, Макс Барских, Наргиз, Новая волна (фестиваль), Юлианна Караулова, Михаил Шуфутинский |
| —                | 3                    | Brandon Stone, Алёна Свиридова, Елена Темникова, Градусы, Денис Ковальский, Мот, Тимати, Filatov & Karas |
| —                | 2                    | Face, Loc-Dog, Maruv, Therr Maitz, Александр Розенбаум, Александр Шаганов, Борислав Струлев, Василий Ладюк, Виктор Дробыш, Виктор Зинчук, Земфира, Ильдар Абдразаков, Иван Бессонов, Каста, Клава Кока, Лилия Виноградова, Любовь Успенская, Мумий Тролль, Николай Луганский, Нюша, Сплин, Таисия Повалий, Юта |
| —                | 1                    | Big Love Show 2017 (концерт), Boosin, BrainStorm, D-Band, DJ Smash, DJ Леонид Руденко, Elvira T, Feduk, Jah Khalib, L’One, Matrang, MiyaGi & Эндшпиль, Morgenshtern, Moscow Gospel Team, NILETTO, Noize MC, Oxxxymiron, Pluri Art Orchestra, ST, Quest Pistols Show, T-Fest, Viki Lee, VK Fest (онлайн-концерт), Авторадио (концерт), Александр Вулых, Александр Иванов, Александр Малинин, Александр Маршал, Александр Панайотов, Алексей Белов, Алексей Воробьёв, Алексей Романоф, Алексей Татаринцев, Алексей Филатов, Альянс, Анжелика Варум, Андрей Резников, Анатолий Алексеев, Антон Лучбенко, Антон Пустовой, Юлия Паршута, Бублик, Бьянка, Вадим Репин, Валерий Сюткин, Василий Герелло, Вахтанг, Вера Брежнева, Вероника Джиоева, Визбор Варвара, Виктор Третьяков, Винтаж, Гала-концерт в честь чемпионата мира по футболу, Дарина Иванова, Дельфин, Джиган, Ева Польна, Евгений Кунгуров, Екатерина Мечетина, Елена Ваенга, Дискотека 80-х (фестиваль), ЖАРА (фестиваль), Женя Любич, Звери, Иванушки International, Игорь Николаев, Игорь Морозов, Ирина Дубцова, Кристина Орбакайте, Лара Д’Элия, Леван Горозия, Леша Свик, Любовь Воропаева, Любовь Казарновская, Макс Корж, Мария Гулегина, Марина Девятова, Маша Вебер, Медяник Юрий, Варвара, Мельница, Милохин Даня, Моя Мишель, Монеточка, Мы вместе (концерт), На-На, Настя Полева, Николай Агутин, Нина Шацкая, Олег Ломовой, Ольга Кормухина, Наташа Королёва, Юлия Михальчик, Анна Семенович, Ольга Перетятько, Павел Артемьев — Дручинин, Петров Александр, Пицца, Рихтер Кирилл, Россия-1 (телеканал), Света Ая, Скриптонит, Сосо Павлиашвили, Сурганова и оркестр, Тина Кузнецова, ТНТ (телеканал), Трифонов Даниил, Хачатур Бадалян, Фабрика, Ээхх, Разгуляй (фестиваль), Шансон года (фестиваль), Юлия Пересильд |